# Rizal de Cuyo
Rizal es un   barrio rural  del municipio filipino de quinta categoría de Magsaysay perteneciente a la provincia  de Paragua en Mimaro,  Región IV-B.

## Geografía
Este barrio  se encuentra en situado la isla de Gran Cuyo situada  en el mar de Joló en las  Islas de Cuyos, archipiélago formado por  cerca de 45 islas situadas al noreste de la isla  de Paragua (Puerto Princesa), al sur de Mindoro (San José) y al oeste de la de  Panay (Iloílo).
La parte insular se encuentra al norte de la isla lindando al sur con los barrios de Danaguán (Danawan) y de Lucbuán. Comprende además las  islas  de Putic y Bangobán,así como los islotes de Indagamy.

### Demografía
El barrio  de Rizal  contaba  en mayo de 2010 con una población de 2.037 habitantes, siendo el barrio más poblado de este municipio.